# Irische Konföderationskriege
Bischofskriege – Schottischer Bürgerkrieg – Irische Konföderationskriege – Rückeroberung Irlands – Englischer Bürgerkrieg
Die Irischen Konföderationskriege, manchmal auch als Elfjähriger Krieg (irisch Cogadh na hAon Bhliana Déag) bezeichnet, waren eine Reihe kriegerischer Auseinandersetzungen in Irland zwischen 1641 und 1653. Gegner waren die römisch-katholischen Iren und die protestantischen britischen Siedler und deren Unterstützer in England und Schottland. Die Schlachten gelten auch als Teil der Kriege der drei Königreiche – eine Reihe von Bürgerkriegen in den Königreichen Irland, England und Schottland, die alle von dem englischen König Karl I. regiert wurden.

## Die Rebellion – 1641–1642
Die Irische Rebellion im Oktober des Jahres 1641 war ursprünglich als schneller und unblutiger Staatsstreich einer kleinen Gruppe unter Phelim O’Neill geplant, um die Macht in Irland von den britischen Besatzern zu übernehmen. Es war geplant, gleichzeitig in Dublin, Wicklow sowie der Provinz Ulster (u. a. in Derry) zuzuschlagen und strategische Gebäude wie das Dublin Castle zu besetzen. Da nur wenige englische Soldaten in Irland stationiert waren, hätte dieser Plan Aussicht auf Erfolg gehabt, doch der Plan scheiterte, als die Obrigkeit in Dublin von einem Informanten (dem zum Protestantismus konvertierten Owen O’Connolly) von dem Plan erfuhr und Hugh MacMahon und Conor Maguire (beide gehörten zu der Gruppe, die Dublin Castle besetzen sollte) verhaften ließ. Doch die Rebellen unter O’Neill hatten kurz zuvor bereits einige Forts in Ulster erobern können, und so geriet die Rebellion außer Kontrolle. Der Hass der Iren gegen die britischen Siedler führte zu einer Reihe von blutigen Gewalttaten, und auch die englischen Siedler verübten in dieser Zeit diverse Massaker.
Von 1641 bis ins frühe 1642 waren die Kämpfe in Irland durch kleine Gruppen gekennzeichnet, die von örtlichen Lords aufgestellt wurden und die die gegnerische ethnische Zivilbevölkerung attackierten. Zuerst nutzten die irischen Gruppen in Ulster den Verlust von Recht und Ordnung aus, um die Plantations zu rächen. Der irisch-katholische Adel stellte anfangs eine eigene militärische Gruppe auf, die die Gewalt eindämmen sollte, doch nachdem klar wurde, dass die britisch kontrollierte Regierung in Dublin alle Katholiken bestrafen wollte, wechselte die Gruppe die Seite und kämpfte ihrerseits gegen die englischen Truppen.
In Gebieten, in denen britische Siedler in Überzahl waren, z. B. rund um Cork, Dublin, Carrickfergus und Derry, schufen diese ihre eigene Miliz, um die Rebellenkräfte aufzuhalten. In dieser Phase des Krieges gab es auf beiden Seiten diverse Gräueltaten. Ca. 4.000 Protestanten wurden massakriert und weitere 12.000 starben vermutlich, nachdem sie aus ihren Häusern vertrieben wurden. Der wohl schwerste Zwischenfall dieser Art ereignete sich in der (heute nordirischen) Stadt Portadown. Im Gegenzug fanden Massenhinrichtungen an Katholiken u. a. in den Wäldern von Kilwarlin und auf Rathlin Island statt. Was die Gewalt noch mehr anheizte, war die Vorgabe des englischen Parlaments, unter den irischen Rebellen keine Gefangenen zu nehmen, sondern diese direkt zu töten. Bei der Schlacht von Julianstown konnten die Rebellen die Regierungstruppen besiegen, scheiterten aber bei der Belagerung von Drogheda und konnten deshalb nie ernsthaft die Stadt Dublin in Gefahr bringen.
Im frühen 1642 gab es noch vier Gebiete, in denen sich die Rebellen konzentrierten: in Ulster unter Phelim O’Neill, nahe dem Pale unter Viscount Gormanstown, im Südosten unter der Familie der Butlers sowie im Südwesten unter Donagh MacCarthy.

## Die Konföderation – 1642–1648

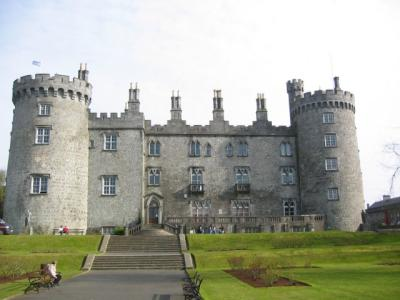
Kilkenny Castle

1642 entsandte der englische König Karl I. eine große Armee nach Irland, wie auch die schottischen Covenanters, um die Rebellion einzudämmen, was ihr rund um Dublin und in Ulster auch zügig gelang. Im Gegenzug wurde auf irischer Seite die sog. Konföderation Irland gegründet, um sowohl die Aufstände zu kontrollieren als auch um einen irisch-katholischen Krieg gegen die verbleibenden britischen Armeen in Irland zu organisieren. Man hoffte, so eine Rückeroberung Irlands durch englische oder schottische Truppen aufhalten zu können. Die Initiative der Konföderation ging vom katholischen Bischof Nicholas French und dem Advokaten Nicholas Plunkett aus. Mit dem Hauptsitz in Kilkenny, weshalb die Konföderation oft auch mit „Konföderation von Kilkenny“ bezeichnet wird, stellte diese eine eigene Armee auf und kontrollierte wichtige Hafenstädte wie Waterford und Wexford. Nahezu alle irisch-katholischen Lords schlossen sich der Konföderation an – einzige Ausnahme war der Earl of Clanricarde, der neutral blieb. Doch die Armee der Konföderation musste diverse Niederlagen bei den Schlachten von Liscarroll, Kilrush und New Ross hinnehmen.
Doch die endgültige Niederlage der Konföderation wurde durch den Ausbruch des englischen Bürgerkriegs verhindert, der dazu führte, dass ein Großteil der englischen Truppen in Irland zurück nach England verlegt wurde. Daraufhin konnten die Truppen der Konföderation die englischen Garnisonen auf ihrem Gebiet zurückerobern – lediglich Ulster, Dublin und Cork blieben in englischer bzw. schottischer Hand. Garret Barry, ein zurückgekehrter irischer Söldner, belagerte 1642 erfolgreich Limerick, und die Bevölkerung von Galway konnte die dort ansässige englische Garnison 1643 zur Aufgabe zwingen. Die übrigen englischen Truppen waren durch die Ereignisse im englischen Bürgerkrieg zusätzlich intern gespalten. Während sich die Garnison in Cork und die Armee der Siedler rund um Derry auf die Seite des englischen Parlaments schlug, unterstützten die Truppen im Südosten Irlands den englischen König.
Diese Entwicklung gab der Konföderation mehr Raum, zu agieren und eine besser aufgestellte Armee zu errichten. Im Zuge dessen wurde ein weitreichendes Steuersystem eingeführt, mit dem die Kosten der Armee gedeckt werden sollten. Weitere finanzielle Unterstützung kam aus den katholischen Ländern Frankreich und Spanien sowie aus dem Vatikan. Die Truppen der Konföderiertenarmee wurden hauptsächlich durch erfahrene irische Soldaten kommandiert, zum Beispiel durch Thomas Preston oder Owen Roe O’Neill. Insgesamt entstand so eine Truppenstärke von ca. 60.000 Mann, die in verschiedene Einheiten unterteilt waren. Doch die Konföderation nutzte ihre Chance nicht, Irland komplett zurückzuerobern, sondern unterzeichnete 1643 mit den protestantischen Royalisten einen Waffenstillstand und verbrachte die folgenden drei Jahre mit erfolglosen Verhandlungen über die angestrebte irische Unabhängigkeit.
Während der Zeit von 1642 bis 1646 bestand der Krieg eher aus einzelnen Scharmützeln und Überfällen, bei denen beide Seiten versuchten, den Gegner durch das Zerstören von Nachschub und Ernten auszuhungern – eine Taktik, die besonders in der Zivilbevölkerung große Opferzahlen hervorrief. In dieser Zeit gab es keine größeren Schlachten. Lediglich 1644 versuchten die Konföderierten einen Angriff gegen die schottischen Truppen in Ulster, konnten jedoch kein Land zurückerobern. Lediglich die Belagerung von Duncannon im Jahr 1645 brachte der Konföderation einen Erfolg.

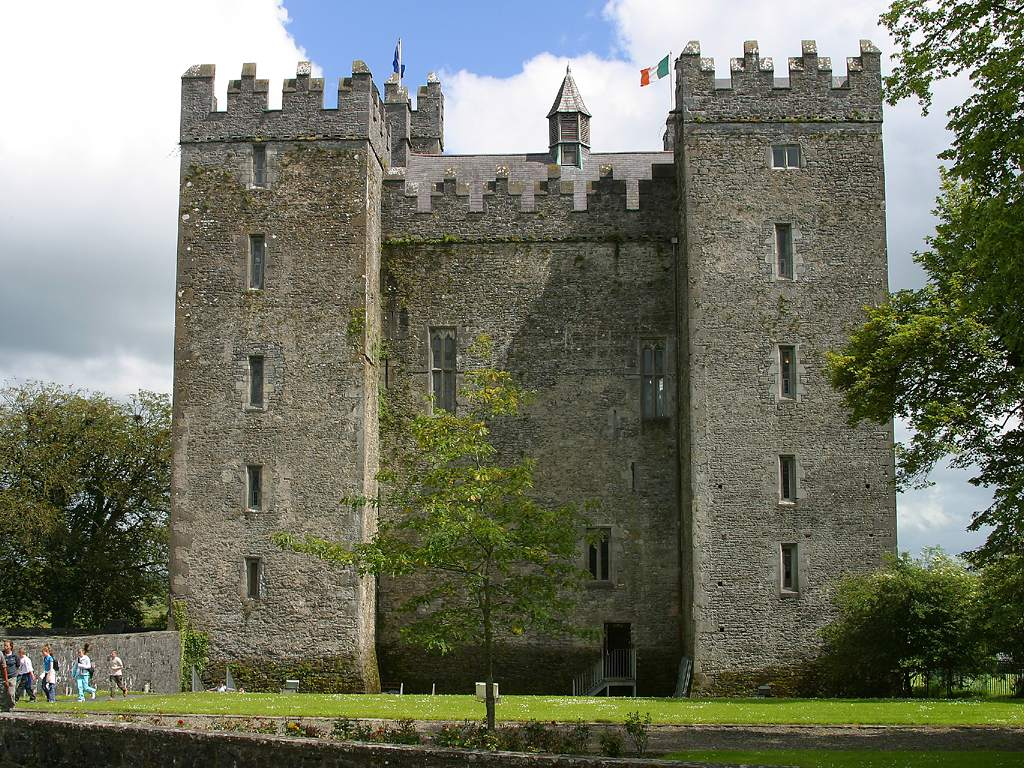
Bunratty Castle

Diese Ruhe wurde erst 1646 gebrochen, als der erste englische Bürgerkrieg endete. Die Konföderation beendete die Gespräche mit den (in England besiegten) Royalisten und versuchten nun die irische Insel komplett zu erobern, bevor das englische Parlament eine erneute Invasion Irlands starten konnte. Unterstützung bekam die Konföderation auch durch das Eintreffen des päpstlichen Nuntius Giovanni Battista Rinuccini, der eine große Menge an Waffen und Geld mitbrachte.
Erste Erfolge waren die Einnahme von Bunratty Castle, das von parlamentarischen Truppen besetzt war, der Sieg bei der Schlacht von Benburb gegen schottische Truppen und die Eroberung der Stadt Sligo. Später im Jahr 1646 vereinten sich die Konföderations-Armeen aus Leinster und Ulster unter Owen Roe O’Neill und Thomas Preston und belagerten mit insgesamt 18.000 Mann Dublin. Doch James Butler hatte die Ländereien rund um Dublin zerstören lassen, und so gelang es den Konföderierten nicht, ihre Armee zu unterhalten, was zur Aufhebung der Belagerung führte. Butler, der nach eigenen Aussagen „englische Rebellen den irischen bevorzugte“ verließ daraufhin Dublin und übergab es einer englischen Armee unter Michael Jones. Auch die Stadt Cork erhielt vom englischen Parlament Unterstützung durch weitere Soldaten.
Im Jahr 1647 begann sich das Blatt zu wenden, und die parlamentarischen Truppen fügten der Konföderation diverse Niederlagen bei, die schließlich dazu führten, dass sich die Konföderation mit den englischen Royalisten verbündete, um eine parlamentarische Invasion zu verhindern. Doch die Zeichen dafür standen schlecht.
Bei der Schlacht am Dungans Hill im August 1647 wurde Thomas Prestons Armee von der Armee von Michael Jones ausgelöscht. Die Armee von Preston war die am besten trainierte und ausgerüstete Armee der Konföderation und deren Niederlage ein herber Schlag. Weiterhin gelang es den englischen Truppen in Cork, die Ländereien in Munster zu zerstören, was schließlich zu einer Hungersnot in der irischen Zivilbevölkerung führte. Eine letzte herbe Niederlage erlitt die Konföderiertenarmee aus Munster bei der Schlacht von Knocknanauss, wo auch sie vernichtend geschlagen wurden und eine britische Siedlerarmee aus Ulster konnte die Stadt Sligo zurückerobern. Die Kette der Niederlagen führte schließlich dazu, dass die Konföderation ihre Truppen unter das Kommando der Royalisten stellten.
Diese Entscheidung führte zu einer Zersplitterung innerhalb der Konföderation, was schließlich auch zu deren Auflösung führte.

## Oliver Cromwell 1649–1653

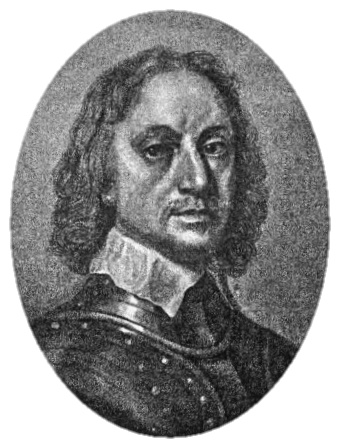
Oliver Cromwell

Die Koalition aus (ehemaligen) Konföderisten und Royalisten vergeudete viele wertvolle Monate damit, gegen die Gegner in den eigenen Reihen, wie zum Beispiel Owen Roe O’Neill, zu kämpfen, die mit der Koalition nicht einverstanden waren. O’Neill kehrte später in die Koalition zurück.
Im August 1649 versuchte Butler Dublin einzunehmen, wurde jedoch von Michael Jones bei der Schlacht von Rathmines geschlagen – kurze Zeit später landete Oliver Cromwell mit der New Model Army in Irland. Was in 8 Jahren Kampf nicht geschafft wurde, erledigte Cromwell innerhalb von drei Jahren: die vollständige Eroberung Irlands. Dies gelang ihm nicht zuletzt wegen seiner hervorragend ausgestatteten und trainierten Armee, deren Unterhalt jederzeit gesichert war.
Cromwells erste Aufmerksamkeit bestand in der Sicherung der irischen Ostküste, um die Unterstützung auf dem Seeweg von England aus zu sichern. Er belagerte Drogheda und Wexford und verübte regelrechte Massaker in diesen Städten. Einen Teil seiner Truppen schickte Cromwell in den Norden, um die dortige Siedlerarmee zu unterstützen, die bei der Schlacht von Lisnagarvey eine Niederlage hinnehmen musste.
Der militärischen Überlegenheit Cromwells, insbesondere was die Artillerie betraf, hatten die Truppen unter Butler praktisch nichts entgegenzusetzen; eine Stadt nach der anderen wurde belagert und erobert – lediglich bei der Belagerung von Clonmel musste Cromwell ca. 25 % Verluste hinnehmen. 1650 kehrte Cromwell nach England zurück und hinterließ das Kommando Henry Ireton.

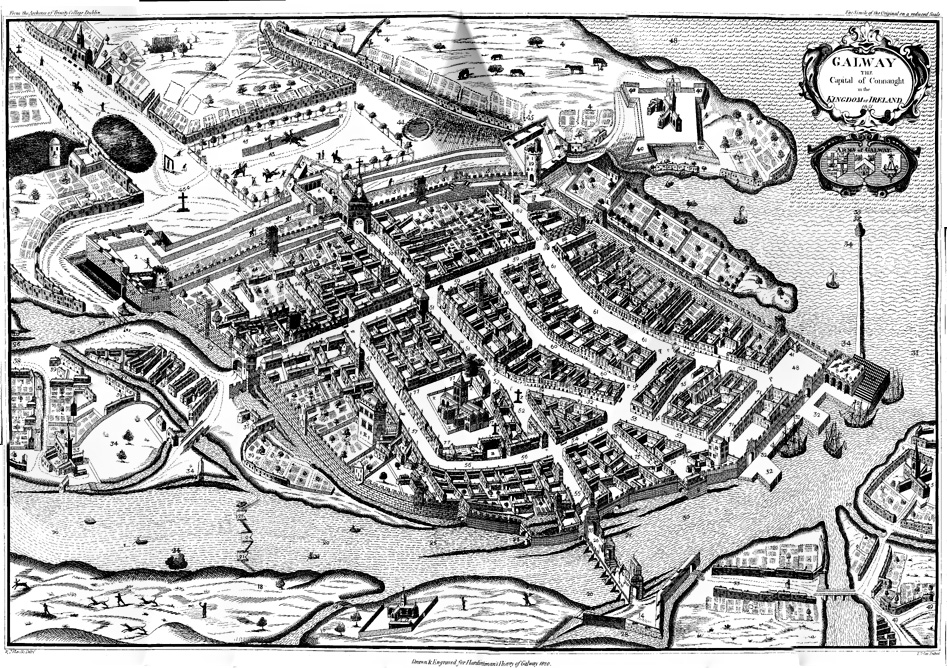
Die stark befestigte Stadt Galway im Jahr 1651.

Nach der Schlacht von Scarrifholis floh Butler nach Frankreich und wurde durch Sir Ulick Burke ersetzt. 1651 kontrollierten die irisch-royalistischen Truppen nur noch ein kleines Gebiet westlich des Flusses Shannon einschließlich der Städte Limerick und Galway sowie eine Enklave in der Grafschaft Kerry. Ireton belagerte Limerick, während eine nördliche Armee Galway belagerte. Beide Städte waren zu stark befestigt, als dass man sie hätte stürmen können, doch die Belagerung und der daraus resultierende Hunger und die entstandenen Seuchen führten schließlich zur Kapitulation der Städte. Nach der Kapitulation von Limerick (1651) und Galway (1652) war der irische Widerstand gebrochen.
Die Bedingungen für die Kapitulation waren so hoch, dass viele kleinere Gruppen in eine Art Guerilla-Kampf übergingen. Doch die englischen Truppen bestraften alle, die den übrigen Rebellen halfen, brannten deren Felder nieder und zerstörten die Orte, was neben Hungersnöten auch zu einem Ausbruch der Beulenpest führte. Die letzte organisierte Rebellengruppe kapitulierte 1653 in Cavan.

## Verluste
Die Todeszahlen des Konflikts waren enorm. William Petty, ein Engländer, der die erste wissenschaftliche Landvermessung und Volkszählung durchführte (Down Survey), war der Meinung, dass zwischen 400.000 und 620.000 Menschen in Irland von 1641 bis 1653 umgekommen seien. Heutzutage geht man von einer geringeren Zahl aus, aber auch aktuelle Schätzungen sprechen von mindestens 200.000 Toten – in einem Land mit gerade einmal 1,5 Millionen Einwohnern. Die Niederlage der irischen Truppen führte in den nächsten zwei Jahrhunderten zu Massenenteignungen von katholischem Land und der britisch-protestantischen Dominanz in Irland.
Der Krieg, speziell die Eroberung durch Cromwell, spiegelte sich noch lange in der irischen Kultur wider. Irischsprachige Gedichte der Nachkriegszeit beklagen häufig einen fehlenden Zusammenhalt zwischen den irischen Katholiken, der für das Scheitern der Konföderation verantwortlich gemacht wird.